# Wade Bergman
Wade Bergman (* 9. September 1990 in Calgary, Alberta) ist ein deutsch-kanadischer Eishockeyspieler, der seit Juni 2023 beim EV Landshut aus der DEL2 unter Vertrag steht und dort auf der Position des Verteidigers spielt. Zuvor war Bergman unter anderem für die Fischtown Pinguins Bremerhaven, Grizzlys Wolfsburg und Augsburger Panther in der Deutschen Eishockey Liga (DEL) aktiv.

## Karriere

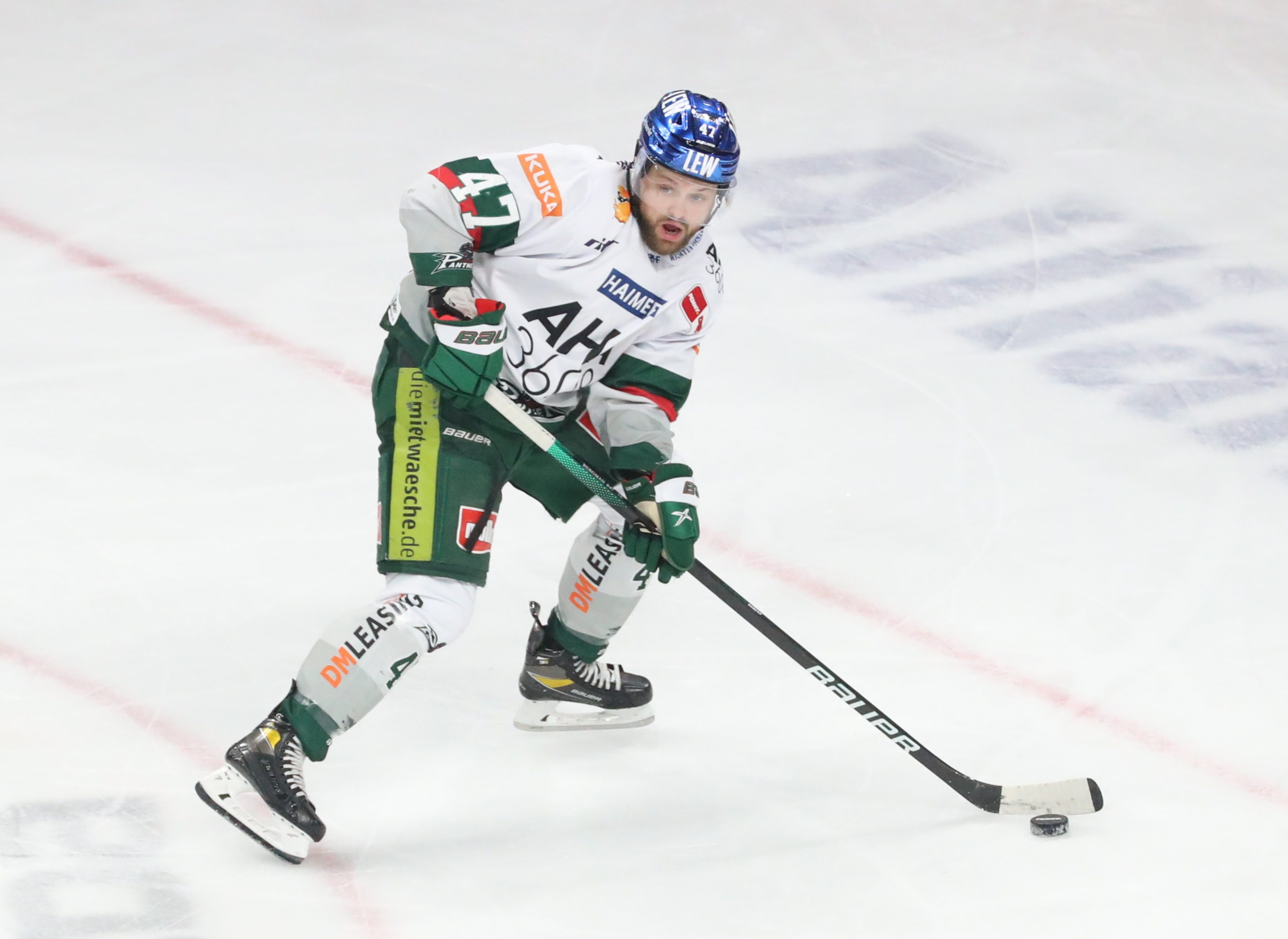
Bergman im Trikot der Augsburger Panther (2022)

Bergman begann mit dem Eishockey im Alter von drei Jahren. Bevor er im Sommer 2009 an die University of Minnesota Duluth wechselte, spielte er im Juniorenbereich in der Alberta Junior Hockey League (AJHL) für die Olds Grizzlys. Während seiner vierjährigen Universitätszeit gewann er im Frühjahr 2011 mit den Bulldogs den Meistertitel in der National Collegiate Athletic Association (NCAA).
Zum Beginn der Saison 2013/14 schlug der Verteidiger eine Profilaufbahn ein und wurde vom schwedischen Zweitligisten Timrå IK verpflichtet. Im Januar 2014 trennte er sich von dem Verein und wechselte ins Nachbarland Norwegen zum Rosenborg IHK. Dort blieb er bis zum Ende der Spielzeit 2013/14 und wurde für die folgende Saison von Esbjerg Energy aus der ersten dänischen Liga unter Vertrag genommen. Er blieb anschließend ein zweites Jahr in Esbjerg und gewann mit dem Verein in der Saison 2015/16 den dänischen Meistertitel.
Ende Mai 2016 gaben die Fischtown Pinguins Bremerhaven Bergmans Verpflichtung bekannt. Zu dem Zeitpunkt waren die Bremerhavener noch Mitglied der DEL2, erhielten aber Ende Juni eine Lizenz für die höchste deutsche Spielklasse, die Deutsche Eishockey Liga (DEL). Mit den Bremerhavenern erreichte er 2017 und 2018 die Playoffs, nach dem Ende des Spieljahres 2017/18 kam es zur Trennung. Anfang April 2018 wurde Bergman als Neuzugang beim Ligakonkurrenten Grizzlys Wolfsburg vermeldet. Nach zwei Jahren in Wolfsburg wechselte er zur Spielzeit 2020/21 zu den Krefeld Pinguinen. Für diese kam er zu zwei Einsätzen im Rahmen des Magenta-Sport-Cups, verließ die Pinguine jedoch nach dem Abgang von Cheftrainer Glen Hanlon und wechselte zu den Augsburger Panthern. Mit den Panthern belegte der Deutsch-Kanadier am Ende der Saison 2022/23 den vorletzten Tabellenplatz und verließ daraufhin den Klub. Anschließend zog es ihn vor der Saison 2023/24 zum EV Landshut in die DEL2.

## Erfolge und Auszeichnungen
| - 2008 AJHL Rookie of the Year - 2008 AJHL (USA) Rookie of the Year - 2008 AJHL South All-Rookie Team - 2008 AJHL South All-Star Team - 2011 WCHA All-Academic Team | - 2011 NCAA-Division-I-Championship mit der University of Minnesota Duluth - 2015 Dänischer Vizemeister mit Esbjerg Energy - 2015 Metal Ligaen All-Star-Team - 2016 Dänischer Meister mit Esbjerg Energy - 2016 Metal Ligaen All-Star-Team |

## Karrierestatistik
Stand: Ende der Saison 2024/25
(Legende zur Spielerstatistik: Sp oder GP = absolvierte Spiele; T oder G = erzielte Tore; V oder A = erzielte Assists; Pkt oder Pts = erzielte Scorerpunkte; SM oder PIM = erhaltene Strafminuten; +/− = Plus/Minus-Bilanz; PP = erzielte Überzahltore; SH = erzielte Unterzahltore; GW = erzielte Siegtore; 1 Play-downs/Relegation; Kursiv: Statistik nicht vollständig)